# Middleton (Nouvelle-Écosse)
Pour les articles homonymes, voir Middleton.
Middleton est une ville canadienne située dans le comté d'Annapolis en Nouvelle-Écosse.

## Démographie
| 2001  | 2006  | 2011  | 2016  |
| ----- | ----- | ----- | ----- |
| 1 744 | 1 829 | 1 749 | 1 832 |